# Campeonato Sul-Mato-Grossense
Het Campeonato Sul-Mato-Grossense is het staatskampioenschap voetbal van de Braziliaanse staat Mato Grosso do Sul. De competitie bestaat sinds 1979 omdat de staat Mato Gross do Sul pas in 1977 werd afgescheiden van Mato Grosso. De clubs in de staatscompetitie kwamen voor 1979 uit in het Campeonato Mato-Grossense. Door haar 25ste plaats op de CBF-ranking mag Mato Grosso do Sul één ploeg leveren voor de nationale Série D, tussen 2016 en 2021 waren dit nog twee ploegen. Welke ploeg dit is wordt bepaald door de statelijke bond FFMS. In principe zijn dit de best presterende ploegen. Clubs die al in hogere reeksen spelen worden hierbij overgeslagen. Net zoals andere staatskampioenschappen verandert ook hier het opzet bijna jaarlijks.

## Nationaal niveau
Voor de start van de competitie in 1979 waren de teams Operário en Comercial uit Campo Grande vrij succesvol in het Campeonato Mato-Grossense. Zij waren dan ook van 1973 tot 1975 de enige clubs uit de staat die in de Série A mochten aantreden. In 1977 bereikte Operário zelfs de halve finale om de landstitel, de beste plaatst ooit voor een club uit de staat, ze verloren daar van São Paulo. Na de oprichting van het Campeonato Sul-Mato-Grossense had de club tot 1986 een rechtstreekse deelnemer. Operário speelde 10 seizoenen in de Série A en Comercial 6. Na de halve finale van 1977 behaalde Operário nog enkele successen en werd nog vijfde en bereikte nog een keer de kwart- en achtste finale om de titel. Sinds 1986 speelde geen enkel team uit de staat nog in de hoogste klasse.
Zes teams uit de staat speelden in de Série B, ook hier zijn Operário en Comercial de koplopers. Barra do Garças was in 1995 de laatste club van de staat die in de Série B speelde. Operário speelde ook acht seizoenen in de Série C, Comercial en CENE elk zes. Na de invoering van de Série D in 2009, werd het opzet van de Série C nu dat van de Série D waardoor de staat elk jaar één deelnemer mag afleveren. Geen enkele club slaagde er tot dusver in om te promoveren naar de Série C.

## Winnaars
- 1979 Operário
- 1980 Operário
- 1981 Operário
- 1982 Comercial
- 1983 Operário
- 1984 Corumbaense
- 1985 Comercial
- 1986 Operário
- 1987 Comercial
- 1988 Operário
- 1989 Operário
- 1990 Ubiratan
- 1991 Operário
- 1992 Nova Andradina
- 1993 Comercial
- 1994 Comercial
- 1995 SERC
- 1996 Operário
- 1997 Operário
- 1998 Ubiratan
- 1999 Ubiratan
- 2000 Comercial
- 2001 Comercial
- 2002 CENE
- 2003 SERC
- 2004 CENE
- 2005 CENE
- 2006 Coxim
- 2007 Águia Negra
- 2008 Ivinhema
- 2009 CE Naviraiense
- 2010 Comercial
- 2011 CENE
- 2012 Águia Negra
- 2013 CENE
- 2014 CENE
- 2015 Comercial
- 2016 Sete de Setembro
- 2017 Corumbaense
- 2018 Operário
- 2019 Águia Negra
- 2020 Águia Negra
- 2021 Costa Rica
- 2022 Operário
- 2023 Costa Rica
- 2024 Operário
- 2025 Operário

### Titels per team
| Club             | Stad            | Titels | Seizoenen                                                                            |
| ---------------- | --------------- | ------ | ------------------------------------------------------------------------------------ |
| Operário         | Campo Grande    | 14     | (1979, 1980, 1981, 1983, 1986, 1988, 1989, 1991, 1996, 1997, 2018, 2022, 2024, 2025) |
| Comercial        | Campo Grande    | 9      | (1982, 1985, 1987, 1993, 1994, 2000, 2001, 2010, 2015)                               |
| CENE             | Campo Grande    | 6      | (2002, 2004, 2005, 2011, 2013, 2014)                                                 |
| Águia Negra      | Rio Brilhante   | 4      | (2007, 2012 2019, 2020)                                                              |
| Ubiratan         | Dourados        | 3      | (1990, 1998, 1999)                                                                   |
| Chapadão         | Chapadão do Sul | 2      | (1995, 2003)                                                                         |
| Corumbaense      | Corumbá         | 2      | (1984, 2017)                                                                         |
| Costa Rica       | Costa Rica      | 2      | (2021, 2023)                                                                         |
| Sete de Setembro | Dourados        | 1      | (2016)                                                                               |
| Naviraiense      | Naviraí         | 1      | (2009)                                                                               |
| Ivinhema         | Ivinhema        | 1      | (2008)                                                                               |
| Coxim            | Coxim           | 1      | (2006)                                                                               |
| Nova Andradina   | Nova Andradina  | 1      | (1992)                                                                               |

## Eeuwige ranglijst
Vetgedrukt de clubs die in 2025 in de hoogste klasse spelen.
| Club                | Stad                     | /47 | Periode (1979-2025)                                               |
| ------------------- | ------------------------ | --- | ----------------------------------------------------------------- |
| Operário            | Campo Grande             | 42  | 1979-2009, 2011, 2016-                                            |
| Comercial           | Campo Grande             | 41  | 1979-1991, 1993-2004, 2008-2023                                   |
| Corumbaense         | Corumbá                  | 26  | 1980-1989, 1992, 1998, 2007-2011, 2013, 2015-2020, 2024-          |
| Taveirópolis        | Campo Grande             | 25  | 1979-1995, 1997-2004                                              |
| Chapadão            | Chapadão do Sul          | 23  | 1991-1993, 1995, 1998, 2002-2007, 2010-2013, 2015-2017, 2019-2023 |
| Águia Negra         | Rio Brilhante            | 22  | 2002-2022, 2025-                                                  |
| Maracaju            | Maracaju                 | 19  | 1992-1994, 1998-2003, 2005-2006, 2008-2009, 2011-2015, 2020       |
| Costa Rica          | Costa Rica               | 17  | 1998, 2007-2010, 2014-                                            |
| Aquidauanense       | Aquidauana               | 16  | 2008-2016, 2019-                                                  |
| CENE                | Campo Grande             | 16  | 2000-2015                                                         |
| Ivinhema FC         | Ivinhema                 | 15  | 2008-2017, 2023-                                                  |
| URSO                | Mundo Novo               | 15  | 2000-2006, 2010-2014, 2017-2019                                   |
| União-ABC           | Campo Grande             | 15  | 1998-2004, 2008-2010, 2017-2019, 2021-2022                        |
| Operário de Caarapó | Caarapó                  | 15  | 1979-1980, 1982-1983, 1994-1996, 1998-2002, 2018-2019, 2023       |
| Sete de Dourados    | Dourados                 | 14  | 2006-2019                                                         |
| Ubiratan            | Dourados                 | 14  | 1985-1990, 1995-1996, 1998-2000, 2002, 2014-2015                  |
| Pontaporanense      | Ponta Porã               | 14  | 1982-1992, 1994-1995, 2020                                        |
| CE Naviraiense      | Naviraí                  | 12  | 2008-2017, 2022, 2025-                                            |
| Aquidauana          | Aquidauana               | 12  | 1979-1990                                                         |
| Pantanal            | Ladário                  | 12  | 1998-2006, 2008-2010                                              |
| Coxim               | Coxim                    | 11  | 2002-2004, 2006-2009, 2022-                                       |
| Misto               | Três Lagoas              | 11  | 2000-2002, 2008-2010, 2012-2016                                   |
| Novo                | Sidrolândia              | 10  | 2013-2019, 2021, 2023-2024                                        |
| Paranaibense        | Paranaíba                | 10  | 1991-1992, 1994-1995, 1997, 1999-2000, 2002-2003, 2007            |
| Cassilandense       | Cassilândia              | 9   | 1989-1992, 1995, 1998-1999, 2001-2002                             |
| Rio Verde           | Rio Verde de Mato Grosso | 7   | 2005-2011                                                         |
| Douradense          | Dourados                 | 6   | 1984-1989                                                         |
| Itaporã             | Itaporã                  | 6   | 2009-2014                                                         |
| Nova Andradina      | Nova Andradina           | 6   | 1991-1992, 1998-2001                                              |
| Dourados            | Dourados                 | 5   | 2021-                                                             |
| SE Naviraiense      | Naviraí                  | 5   | 1989-1992, 1994                                                   |
| Ponta Porã          | Ponta Porã               | 5   | 1998, 2000-2002, 2011                                             |
| Moreninhas          | Campo Grande             | 5   | 1998-2002                                                         |
| Marítimos           | Corumbá                  | 4   | 1995-1998                                                         |
| Dourados            | Dourados                 | 4   | 1979, 1991-1992, 1994                                             |
| Dom Bosco           | Três Lagoas              | 4   | 1984, 1992-1993, 1995                                             |
| Sidrolândia         | Sidrolândia              | 4   | 1989-1992                                                         |
| Ivinhema EC         | Ivinhema                 | 3   | 1991-1992, 1994                                                   |
| Ivinhema AC         | Ivinhema                 | 3   | 2001-2003                                                         |
| Iguatemiense        | Iguatemi                 | 3   | 1979-1980, 1989                                                   |
| EASA                | Corumbá                  | 3   | 1988-1990                                                         |
| Gianini             | Costa Rica               | 3   | 1988-1990                                                         |
| MS Saad             | Campo Grande             | 3   | 2010-2012                                                         |
| Corinthians         | Bataguassu               | 3   | 1999-2000, 2002                                                   |
| Pantanal            | Campo Grande             | 2   | 2024-                                                             |
| CENA                | Nova Andradina           | 2   | 2009, 2020                                                        |
| Atlântico           | Campo Grande             | 2   | 1979-1980                                                         |
| Independente        | Sidrolândia              | 2   | 1998-1999                                                         |
| Riachuelo           | Corumbá                  | 2   | 2000-2001                                                         |
| Três Lagoas         | Três Lagoas              | 1   | 2021                                                              |
| Comercial de Jardim | Jardim                   | 1   | 1998                                                              |
| 21 de Abril         | Fátima do Sul            | 1   | 1979                                                              |
| Angivi              | Ivinhema                 | 1   | 1990                                                              |
| Taboado             | Aparecida do Taboado     | 1   | 1992                                                              |
| Treslagoense        | Três Lagoas              | 1   | 1994                                                              |
| Colorado            | Caarapó                  | 1   | 2012                                                              |
| Guaicurus           | Campo Grande             | 1   | 2010                                                              |
| Rio Pardo           | Ribas do Rio Pardo       | 1   | 1998                                                              |
| Botafogo            | Aquidauana               | 1   | 1998                                                              |
| ARBA                | Rio Brilhante            | 1   | 1998                                                              |
| UMJEC               | Bonito                   | 1   | 2007                                                              |
| Náutico             | Campo Grande             | 1   | 2024                                                              |

1. ↑  CENE speelde tot 2001 in de stad Jardim
2. ↑  URSO speelde tot 2010 als CA Mundo Novo
3. ↑  União-ABC speelde voor 2016 als Clube de Esportes União
4. ↑   Operário de Caarapó speelde voor 2021 in Douras
5. ↑  Pontaporanense speelde tot 1990 als Clube Comercial
6. ↑  Pantanal speelde  tot 2002 als Ladário FC en tot 2004 als Ladário Pantanal FC
7. ↑  Novo speelde tot 2017 als Novoperário, in 2023 verhuisde de club van Campo Grande naar Sidrolândia
8. ↑   FC Pantanal speelde tot 2024 als AA Portuguesa